# Lista över fornlämningar i Linköpings kommun (Slaka)
Lista över fornlämningar i Linköpings kommun (Slaka) är en förteckning av ett urval av de fornlämningar som finns i Slaka i Linköpings kommun.
| Namn                           | Lämningstyp                 | Tillkomsttid | Historisk indelning | Plats | Läge                 | ID-nr          | Bild                                      |
| ------------------------------ | --------------------------- | ------------ | ------------------- | ----- | -------------------- | -------------- | ----------------------------------------- |
| Slaka 2:1                      | Stensättning                |              | Slaka, Östergötland |       | 58.339813, 15.507657 | 10049600020001 | Ladda upp en bild av detta fornminne      |
| Slaka 3:1                      | Stensättning                |              | Slaka, Östergötland |       | 58.339155, 15.508745 | 10049600030001 | Ladda upp en bild av detta fornminne      |
| Slaka 4:1                      | Gravfält                    |              | Slaka, Östergötland |       | 58.340004, 15.514560 | 10049600040001 | Ladda upp en bild av detta fornminne      |
| Slaka 5:1                      | Stensättning                |              | Slaka, Östergötland |       | 58.340367, 15.513239 | 10049600050001 | Ladda upp en bild av detta fornminne      |
| Slaka 6:1                      | Stensättning                |              | Slaka, Östergötland |       | 58.340746, 15.513444 | 10049600060001 | Ladda upp en bild av detta fornminne      |
| Slaka 7:1                      | Stensättning                |              | Slaka, Östergötland |       | 58.329783, 15.523522 | 10049600070001 | Ladda upp en bild av detta fornminne      |
| Slaka 7:2                      | Stensättning                |              | Slaka, Östergötland |       | 58.329682, 15.523304 | 10049600070002 | Ladda upp en bild av detta fornminne      |
| Slaka 10:1                     | Stensättning                |              | Slaka, Östergötland |       | 58.331795, 15.517039 | 10049600100001 | Ladda upp en bild av detta fornminne      |
| Slaka 12:1                     | Stensättning                |              | Slaka, Östergötland |       | 58.339421, 15.517155 | 10049600120001 | Ladda upp en bild av detta fornminne      |
| Slaka 13:1                     | Stensättning                |              | Slaka, Östergötland |       | 58.339833, 15.516278 | 10049600130001 | Ladda upp en bild av detta fornminne      |
| Slaka 14:1                     | Stensättning                |              | Slaka, Östergötland |       | 58.344113, 15.504898 | 10049600140001 | Ladda upp en bild av detta fornminne      |
| Slaka 16:1                     | Gravfält                    |              | Slaka, Östergötland |       | 58.341134, 15.530180 | 10049600160001 | Ladda upp en bild av detta fornminne      |
| Slaka 17:1                     | Gravfält                    |              | Slaka, Östergötland |       | 58.347588, 15.526087 | 10049600170001 | Ladda upp en bild av detta fornminne      |
| Slaka 18:1                     | Stensättning                |              | Slaka, Östergötland |       | 58.348100, 15.528176 | 10049600180001 | Ladda upp en bild av detta fornminne      |
| Slaka 19:1                     | Stensättning                |              | Slaka, Östergötland |       | 58.355145, 15.509600 | 10049600190001 | Ladda upp en bild av detta fornminne      |
| Slaka 19:2                     | Stensättning                |              | Slaka, Östergötland |       | 58.355014, 15.509500 | 10049600190002 | Ladda upp en bild av detta fornminne      |
| Slaka 20:1                     | Gravfält                    |              | Slaka, Östergötland |       | 58.359320, 15.514412 | 10049600200001 | Ladda upp en bild av detta fornminne      |
| Slaka 21:1                     | Stensättning                |              | Slaka, Östergötland |       | 58.360180, 15.516886 | 10049600210001 | Ladda upp en bild av detta fornminne      |
| Slaka 21:2                     | Stensättning                |              | Slaka, Östergötland |       | 58.359986, 15.516987 | 10049600210002 | Ladda upp en bild av detta fornminne      |
| Slaka 23:1                     | Stensättning                |              | Slaka, Östergötland |       | 58.359039, 15.524883 | 10049600230001 | Ladda upp en bild av detta fornminne      |
| Slaka 23:2                     | Stensättning                |              | Slaka, Östergötland |       | 58.358992, 15.524473 | 10049600230002 | Ladda upp en bild av detta fornminne      |
| Slaka 24:1                     | Gravfält                    |              | Slaka, Östergötland |       | 58.358529, 15.523337 | 10049600240001 | Ladda upp en bild av detta fornminne      |
| Slaka 25:1                     | Stensättning                |              | Slaka, Östergötland |       | 58.356091, 15.526113 | 10049600250001 | Ladda upp en bild av detta fornminne      |
| Slaka 25:2                     | Stensättning                |              | Slaka, Östergötland |       | 58.356446, 15.526037 | 10049600250002 | Ladda upp en bild av detta fornminne      |
| Slaka 27:1                     | Gravfält                    |              | Slaka, Östergötland |       | 58.356860, 15.526652 | 10049600270001 | Ladda upp en bild av detta fornminne      |
| Slaka 28:1                     | Stensättning                |              | Slaka, Östergötland |       | 58.353532, 15.529426 | 10049600280001 | Ladda upp en bild av detta fornminne      |
| Slaka 28:2                     | Stensättning                |              | Slaka, Östergötland |       | 58.353575, 15.528777 | 10049600280002 | Ladda upp en bild av detta fornminne      |
| Slaka 29:1                     | Stensättning                |              | Slaka, Östergötland |       | 58.355322, 15.526896 | 10049600290001 | Ladda upp en bild av detta fornminne      |
| Slaka 29:2                     | Stensättning                |              | Slaka, Östergötland |       | 58.355321, 15.526612 | 10049600290002 | Ladda upp en bild av detta fornminne      |
| Slaka 29:3                     | Stensättning                |              | Slaka, Östergötland |       | 58.355174, 15.527263 | 10049600290003 | Ladda upp en bild av detta fornminne      |
| Slaka 30:1                     | Stensättning                |              | Slaka, Östergötland |       | 58.361752, 15.528669 | 10049600300001 | Ladda upp en bild av detta fornminne      |
| Slaka 31:1                     | Stensättning                |              | Slaka, Östergötland |       | 58.360144, 15.529164 | 10049600310001 | Ladda upp en bild av detta fornminne      |
| Slaka 32:1                     | Gravfält                    |              | Slaka, Östergötland |       | 58.359038, 15.530657 | 10049600320001 | Ladda upp en bild av detta fornminne      |
| Slaka 34:1                     | Gravfält                    |              | Slaka, Östergötland |       | 58.366048, 15.510553 | 10049600340001 | Ladda upp en bild av detta fornminne      |
| Slaka 35:1                     | Stensättning                |              | Slaka, Östergötland |       | 58.361832, 15.509609 | 10049600350001 | Ladda upp en bild av detta fornminne      |
| Slaka 36:1                     | Stensättning                |              | Slaka, Östergötland |       | 58.361081, 15.510766 | 10049600360001 | Ladda upp en bild av detta fornminne      |
| Slaka 36:2                     | Stensättning                |              | Slaka, Östergötland |       | 58.361047, 15.510471 | 10049600360002 | Ladda upp en bild av detta fornminne      |
| Slaka 36:3                     | Stensättning                |              | Slaka, Östergötland |       | 58.361117, 15.510189 | 10049600360003 | Ladda upp en bild av detta fornminne      |
| Slaka 37:1                     | Stensättning                |              | Slaka, Östergötland |       | 58.361136, 15.509258 | 10049600370001 | Ladda upp en bild av detta fornminne      |
| Slaka 37:2                     | Stensättning                |              | Slaka, Östergötland |       | 58.361181, 15.508917 | 10049600370002 | Ladda upp en bild av detta fornminne      |
| Slaka 37:3                     | Stensättning                |              | Slaka, Östergötland |       | 58.361026, 15.508762 | 10049600370003 | Ladda upp en bild av detta fornminne      |
| Slaka 37:4                     | Stensättning                |              | Slaka, Östergötland |       | 58.360766, 15.508417 | 10049600370004 | Ladda upp en bild av detta fornminne      |
| Slaka 38:1                     | Stensättning                |              | Slaka, Östergötland |       | 58.360645, 15.511204 | 10049600380001 | Ladda upp en bild av detta fornminne      |
| Slaka 39:1                     | Stensättning                |              | Slaka, Östergötland |       | 58.360053, 15.511588 | 10049600390001 | Ladda upp en bild av detta fornminne      |
| Slaka 40:1                     | Stensättning                |              | Slaka, Östergötland |       | 58.359597, 15.507890 | 10049600400001 | Ladda upp en bild av detta fornminne      |
| Slaka 40:2                     | Stensättning                |              | Slaka, Östergötland |       | 58.359434, 15.507523 | 10049600400002 | Ladda upp en bild av detta fornminne      |
| Slaka 41:1                     | Stensättning                |              | Slaka, Östergötland |       | 58.363730, 15.507824 | 10049600410001 | Ladda upp en bild av detta fornminne      |
| Slaka 42:1                     | Stensättning                |              | Slaka, Östergötland |       | 58.363174, 15.504597 | 10049600420001 | Ladda upp en bild av detta fornminne      |
| Slaka 43:1                     | Stensättning                |              | Slaka, Östergötland |       | 58.368981, 15.501615 | 10049600430001 | Ladda upp en bild av detta fornminne      |
| Slaka 43:2                     | Stensättning                |              | Slaka, Östergötland |       | 58.368753, 15.501395 | 10049600430002 | Ladda upp en bild av detta fornminne      |
| Slaka 44:1                     | Stensättning                |              | Slaka, Östergötland |       | 58.374647, 15.517212 | 10049600440001 | Ladda upp en bild av detta fornminne      |
| Slaka 45:1                     | Gravfält                    |              | Slaka, Östergötland |       | 58.367538, 15.535411 | 10049600450001 | Ladda upp en bild av detta fornminne      |
| Slaka 46:1                     | Stensättning                |              | Slaka, Östergötland |       | 58.361172, 15.544106 | 10049600460001 | Ladda upp en bild av detta fornminne      |
| Slaka 47:1                     | Stensättning                |              | Slaka, Östergötland |       | 58.363484, 15.542391 | 10049600470001 | Ladda upp en bild av detta fornminne      |
| Slaka 48:1                     | Stensättning                |              | Slaka, Östergötland |       | 58.364874, 15.546009 | 10049600480001 | Ladda upp en bild av detta fornminne      |
| Slaka 48:3                     | Stensättning                |              | Slaka, Östergötland |       | 58.364577, 15.545514 | 10049600480003 | Ladda upp en bild av detta fornminne      |
| Slaka 48:4                     | Grav markerad av sten/block |              | Slaka, Östergötland |       | 58.365174, 15.546118 | 10049600480004 | Ladda upp en bild av detta fornminne      |
| Slaka 49:1                     | Grav markerad av sten/block |              | Slaka, Östergötland |       | 58.367577, 15.557497 | 10049600490001 | Ladda upp en till bild av detta fornminne |
| Slaka 49:2                     | Grav markerad av sten/block |              | Slaka, Östergötland |       | 58.367304, 15.557564 | 10049600490002 | Ladda upp en bild av detta fornminne      |
| Slaka 49:3                     | Grav markerad av sten/block |              | Slaka, Östergötland |       | 58.367220, 15.557549 | 10049600490003 | Ladda upp en bild av detta fornminne      |
| Slaka 49:4                     | Grav markerad av sten/block |              | Slaka, Östergötland |       | 58.367237, 15.557307 | 10049600490004 | Ladda upp en bild av detta fornminne      |
| Slaka 49:5                     | Grav markerad av sten/block |              | Slaka, Östergötland |       | 58.367143, 15.557459 | 10049600490005 | Ladda upp en bild av detta fornminne      |
| Snusgärdet (Slaka 50:1)        | Gravfält                    |              | Slaka, Östergötland |       | 58.368316, 15.556049 | 10049600500001 | Ladda upp en bild av detta fornminne      |
| Slaka 51:1                     | Stensättning                |              | Slaka, Östergötland |       | 58.368790, 15.550022 | 10049600510001 | Ladda upp en bild av detta fornminne      |
| Slaka 51:2                     | Stensättning                |              | Slaka, Östergötland |       | 58.368935, 15.549767 | 10049600510002 | Ladda upp en bild av detta fornminne      |
| Slaka 51:3                     | Stensättning                |              | Slaka, Östergötland |       | 58.369071, 15.549643 | 10049600510003 | Ladda upp en bild av detta fornminne      |
| Slaka 52:1                     | Runristning                 |              | Slaka, Östergötland |       | 58.370979, 15.555971 | 10049600520001 | Ladda upp en till bild av detta fornminne |
| Ög 117 (Slaka 52:2)            | Runristning                 |              | Slaka, Östergötland |       | 58.370946, 15.555728 | 10049600520002 | Ladda upp en till bild av detta fornminne |
| Slaka 52:3                     | Runristning                 |              | Slaka, Östergötland |       | 58.371244, 15.555728 | 10049600520003 | Ladda upp en till bild av detta fornminne |
| Slaka 53:1                     | Gravfält                    |              | Slaka, Östergötland |       | 58.374791, 15.547549 | 10049600530001 | Ladda upp en till bild av detta fornminne |
| Slaka 55:1                     | Gravfält                    |              | Slaka, Östergötland |       | 58.379459, 15.548946 | 10049600550001 | Ladda upp en bild av detta fornminne      |
| Slaka 56:1                     | Stensättning                |              | Slaka, Östergötland |       | 58.374673, 15.537779 | 10049600560001 | Ladda upp en bild av detta fornminne      |
| Slaka 56:2                     | Stensättning                |              | Slaka, Östergötland |       | 58.374687, 15.538197 | 10049600560002 | Ladda upp en bild av detta fornminne      |
| Slaka 56:3                     | Stensättning                |              | Slaka, Östergötland |       | 58.374965, 15.537700 | 10049600560003 | Ladda upp en bild av detta fornminne      |
| Slaka 56:4                     | Stensättning                |              | Slaka, Östergötland |       | 58.375178, 15.537578 | 10049600560004 | Ladda upp en bild av detta fornminne      |
| Slaka 58:1                     | Stensättning                |              | Slaka, Östergötland |       | 58.380282, 15.551582 | 10049600580001 | Ladda upp en bild av detta fornminne      |
| Slaka 58:2                     | Stensättning                |              | Slaka, Östergötland |       | 58.380378, 15.551970 | 10049600580002 | Ladda upp en bild av detta fornminne      |
| Slaka 59:1                     | Gravfält                    |              | Slaka, Östergötland |       | 58.381918, 15.549499 | 10049600590001 | Ladda upp en bild av detta fornminne      |
| Slaka 62:1                     | Stensättning                |              | Slaka, Östergötland |       | 58.357669, 15.569323 | 10049600620001 | Ladda upp en bild av detta fornminne      |
| Slaka 62:2                     | Stensättning                |              | Slaka, Östergötland |       | 58.357541, 15.569420 | 10049600620002 | Ladda upp en bild av detta fornminne      |
| Slaka 62:3                     | Stensättning                |              | Slaka, Östergötland |       | 58.357495, 15.568994 | 10049600620003 | Ladda upp en bild av detta fornminne      |
| Slaka 62:4                     | Stensättning                |              | Slaka, Östergötland |       | 58.357495, 15.568994 | 10049600620004 | Ladda upp en bild av detta fornminne      |
| Slaka 63:1                     | Stensättning                |              | Slaka, Östergötland |       | 58.387152, 15.552610 | 10049600630001 | Ladda upp en bild av detta fornminne      |
| Halshöga bergsäng (Slaka 64:1) | Gravfält                    |              | Slaka, Östergötland |       | 58.371254, 15.593817 | 10049600640001 | Ladda upp en bild av detta fornminne      |
| Slaka 65:1                     | Stensättning                |              | Slaka, Östergötland |       | 58.372222, 15.586966 | 10049600650001 | Ladda upp en bild av detta fornminne      |
| Slaka 66:1                     | Gravfält                    |              | Slaka, Östergötland |       | 58.376135, 15.596770 | 10049600660001 | Ladda upp en till bild av detta fornminne |
| Slaka 67:1                     | Stensättning                |              | Slaka, Östergötland |       | 58.367821, 15.564012 | 10049600670001 | Ladda upp en till bild av detta fornminne |
| Slaka 68:1                     | Stenkrets                   |              | Slaka, Östergötland |       | 58.368615, 15.559468 | 10049600680001 | Ladda upp en bild av detta fornminne      |
| Slaka 68:2                     | Hög                         |              | Slaka, Östergötland |       | 58.368628, 15.559742 | 10049600680002 | Ladda upp en bild av detta fornminne      |
| Slaka 69:1                     | Stenkrets                   |              | Slaka, Östergötland |       | 58.368086, 15.560023 | 10049600690001 | Ladda upp en till bild av detta fornminne |
| Slaka 70:1                     | Grav markerad av sten/block |              | Slaka, Östergötland |       | 58.367544, 15.558441 | 10049600700001 | Ladda upp en till bild av detta fornminne |
| Slaka 70:2                     | Grav markerad av sten/block |              | Slaka, Östergötland |       | 58.367417, 15.558707 | 10049600700002 | Ladda upp en till bild av detta fornminne |
| Slaka 70:3                     | Grav markerad av sten/block |              | Slaka, Östergötland |       | 58.367563, 15.558689 | 10049600700003 | Ladda upp en till bild av detta fornminne |
| Slaka 70:4                     | Grav markerad av sten/block |              | Slaka, Östergötland |       | 58.367306, 15.558818 | 10049600700004 | Ladda upp en bild av detta fornminne      |
| Slaka 70:5                     | Grav markerad av sten/block |              | Slaka, Östergötland |       | 58.367599, 15.559018 | 10049600700005 | Ladda upp en bild av detta fornminne      |
| Slaka 70:6                     | Grav markerad av sten/block |              | Slaka, Östergötland |       | 58.367570, 15.559130 | 10049600700006 | Ladda upp en bild av detta fornminne      |
| Slaka 70:7                     | Grav markerad av sten/block |              | Slaka, Östergötland |       | 58.367532, 15.559249 | 10049600700007 | Ladda upp en bild av detta fornminne      |
| Slaka 70:8                     | Grav markerad av sten/block |              | Slaka, Östergötland |       | 58.367306, 15.558818 | 10049600700008 | Ladda upp en bild av detta fornminne      |
| Slaka 71:1                     | Hög                         |              | Slaka, Östergötland |       | 58.369955, 15.559397 | 10049600710001 | Ladda upp en till bild av detta fornminne |
| Slaka 71:2                     | Hög                         |              | Slaka, Östergötland |       | 58.369789, 15.559019 | 10049600710002 | Ladda upp en till bild av detta fornminne |
| Slaka 71:3                     | Hög                         |              | Slaka, Östergötland |       | 58.369618, 15.559211 | 10049600710003 | Ladda upp en till bild av detta fornminne |
| Slaka 72:1                     | Hög                         |              | Slaka, Östergötland |       | 58.390806, 15.570700 | 10049600720001 | Ladda upp en bild av detta fornminne      |
| Slaka 72:2                     | Stensättning                |              | Slaka, Östergötland |       | 58.390935, 15.570757 | 10049600720002 | Ladda upp en bild av detta fornminne      |
| Slaka 75:1                     | Stensättning                |              | Slaka, Östergötland |       | 58.388070, 15.572649 | 10049600750001 | Ladda upp en bild av detta fornminne      |
| Slaka 75:2                     | Stensättning                |              | Slaka, Östergötland |       | 58.388169, 15.572494 | 10049600750002 | Ladda upp en bild av detta fornminne      |
| Slaka 76:1                     | Stensättning                |              | Slaka, Östergötland |       | 58.385940, 15.573227 | 10049600760001 | Ladda upp en bild av detta fornminne      |
| Slaka 76:2                     | Stensättning                |              | Slaka, Östergötland |       | 58.385827, 15.573126 | 10049600760002 | Ladda upp en bild av detta fornminne      |
| Eldsberget (Slaka 77:1)        | Gravfält                    |              | Slaka, Östergötland |       | 58.385101, 15.580871 | 10049600770001 | Ladda upp en bild av detta fornminne      |
| Slaka 78:1                     | Stensättning                |              | Slaka, Östergötland |       | 58.385672, 15.580401 | 10049600780001 | Ladda upp en bild av detta fornminne      |
| Slaka 79:1                     | Stensättning                |              | Slaka, Östergötland |       | 58.386735, 15.582337 | 10049600790001 | Ladda upp en bild av detta fornminne      |
| Slaka 79:2                     | Stensättning                |              | Slaka, Östergötland |       | 58.386597, 15.582509 | 10049600790002 | Ladda upp en bild av detta fornminne      |
| Slaka 80:1                     | Hög                         |              | Slaka, Östergötland |       | 58.387454, 15.579274 | 10049600800001 | Ladda upp en bild av detta fornminne      |
| Slaka 81:1                     | Gravfält                    |              | Slaka, Östergötland |       | 58.370612, 15.576106 | 10049600810001 | Ladda upp en bild av detta fornminne      |
| Slaka 82:1                     | Stensättning                |              | Slaka, Östergötland |       | 58.371494, 15.572125 | 10049600820001 | Ladda upp en bild av detta fornminne      |
| Slaka 82:2                     | Stensättning                |              | Slaka, Östergötland |       | 58.371453, 15.572319 | 10049600820002 | Ladda upp en bild av detta fornminne      |
| Slaka 83:1                     | Röse                        |              | Slaka, Östergötland |       | 58.372742, 15.569127 | 10049600830001 | Ladda upp en bild av detta fornminne      |
| Slaka 84:1                     | Stensättning                |              | Slaka, Östergötland |       | 58.371888, 15.567448 | 10049600840001 | Ladda upp en bild av detta fornminne      |
| Slaka 86:1                     | Gravfält                    |              | Slaka, Östergötland |       | 58.382251, 15.562569 | 10049600860001 | Ladda upp en bild av detta fornminne      |
| Slaka 87:1                     | Gravfält                    |              | Slaka, Östergötland |       | 58.375588, 15.556728 | 10049600870001 | Ladda upp en till bild av detta fornminne |
| Slaka 88:1                     | Stensättning                |              | Slaka, Östergötland |       | 58.376793, 15.576865 | 10049600880001 | Ladda upp en bild av detta fornminne      |
| Slaka 89:1                     | Stensättning                |              | Slaka, Östergötland |       | 58.378471, 15.585389 | 10049600890001 | Ladda upp en bild av detta fornminne      |
| Slaka 90:1                     | Gravfält                    |              | Slaka, Östergötland |       | 58.380558, 15.587840 | 10049600900001 | Ladda upp en bild av detta fornminne      |
| Slaka 91:1                     | Gravfält                    |              | Slaka, Östergötland |       | 58.382809, 15.588695 | 10049600910001 | Ladda upp en bild av detta fornminne      |
| Slaka 92:1                     | Stensättning                |              | Slaka, Östergötland |       | 58.381988, 15.603732 | 10049600920001 | Ladda upp en bild av detta fornminne      |
| Slaka 92:2                     | Stensättning                |              | Slaka, Östergötland |       | 58.381981, 15.603527 | 10049600920002 | Ladda upp en bild av detta fornminne      |
| Slaka 93:1                     | Stensättning                |              | Slaka, Östergötland |       | 58.383250, 15.608131 | 10049600930001 | Ladda upp en bild av detta fornminne      |
| Slaka 94:1                     | Stensättning                |              | Slaka, Östergötland |       | 58.382453, 15.607744 | 10049600940001 | Ladda upp en bild av detta fornminne      |
| Slaka 94:2                     | Stensättning                |              | Slaka, Östergötland |       | 58.382188, 15.607565 | 10049600940002 | Ladda upp en bild av detta fornminne      |
| Slaka 94:3                     | Röse                        |              | Slaka, Östergötland |       | 58.382108, 15.607444 | 10049600940003 | Ladda upp en bild av detta fornminne      |
| Slaka 95:1                     | Gravfält                    |              | Slaka, Östergötland |       | 58.381587, 15.607049 | 10049600950001 | Ladda upp en bild av detta fornminne      |
| Slaka 96:1                     | Hög                         |              | Slaka, Östergötland |       | 58.380315, 15.603547 | 10049600960001 | Ladda upp en bild av detta fornminne      |
| Slaka 96:2                     | Hög                         |              | Slaka, Östergötland |       | 58.380167, 15.603683 | 10049600960002 | Ladda upp en bild av detta fornminne      |
| Slaka 98:1                     | Gravfält                    |              | Slaka, Östergötland |       | 58.387540, 15.595518 | 10049600980001 | Ladda upp en bild av detta fornminne      |
| Slaka 106:1                    | Stensättning                |              | Slaka, Östergötland |       | 58.362425, 15.507062 | 10049601060001 | Ladda upp en bild av detta fornminne      |
| Slaka 106:2                    | Stensättning                |              | Slaka, Östergötland |       | 58.362531, 15.507011 | 10049601060002 | Ladda upp en bild av detta fornminne      |
| Slaka 107:1                    | Hög                         |              | Slaka, Östergötland |       | 58.368192, 15.499193 | 10049601070001 | Ladda upp en bild av detta fornminne      |
| Slaka 107:2                    | Stensättning                |              | Slaka, Östergötland |       | 58.368116, 15.498635 | 10049601070002 | Ladda upp en bild av detta fornminne      |
| Slaka 110:1                    | Stensättning                |              | Slaka, Östergötland |       | 58.369072, 15.513826 | 10049601100001 | Ladda upp en bild av detta fornminne      |
| Slaka 110:2                    | Stensättning                |              | Slaka, Östergötland |       | 58.369474, 15.513652 | 10049601100002 | Ladda upp en bild av detta fornminne      |
| Slaka 110:3                    | Stensättning                |              | Slaka, Östergötland |       | 58.369561, 15.513290 | 10049601100003 | Ladda upp en bild av detta fornminne      |
| Slaka 113:1                    | Stensättning                |              | Slaka, Östergötland |       | 58.359597, 15.522988 | 10049601130001 | Ladda upp en bild av detta fornminne      |
| Slaka 118:1                    | Hällristning                |              | Slaka, Östergötland |       | 58.370882, 15.532318 | 10049601180001 | Ladda upp en bild av detta fornminne      |
| Slaka 118:2                    | Hällristning                |              | Slaka, Östergötland |       | 58.370716, 15.532535 | 10049601180002 | Ladda upp en bild av detta fornminne      |
| Slaka 118:3                    | Hällristning                |              | Slaka, Östergötland |       | 58.370501, 15.532646 | 10049601180003 | Ladda upp en bild av detta fornminne      |
| Slaka 118:4                    | Hällristning                |              | Slaka, Östergötland |       | 58.370841, 15.532205 | 10049601180004 | Ladda upp en bild av detta fornminne      |
| Slaka 121:1                    | Stensättning                |              | Slaka, Östergötland |       | 58.356226, 15.551545 | 10049601210001 | Ladda upp en bild av detta fornminne      |
| Slaka 124:1                    | Grav markerad av sten/block |              | Slaka, Östergötland |       | 58.374026, 15.549377 | 10049601240001 | Ladda upp en bild av detta fornminne      |
| Slaka 124:2                    | Stensättning                |              | Slaka, Östergötland |       | 58.374025, 15.549606 | 10049601240002 | Ladda upp en bild av detta fornminne      |
| Slaka 124:3                    | Stensättning                |              | Slaka, Östergötland |       | 58.374182, 15.549363 | 10049601240003 | Ladda upp en bild av detta fornminne      |
| Slaka 125:1                    | Stensättning                |              | Slaka, Östergötland |       | 58.376393, 15.519380 | 10049601250001 | Ladda upp en bild av detta fornminne      |
| Slaka 126:1                    | Stensättning                |              | Slaka, Östergötland |       | 58.361048, 15.528991 | 10049601260001 | Ladda upp en bild av detta fornminne      |
| Slaka 130:1                    | Stensättning                |              | Slaka, Östergötland |       | 58.381148, 15.549383 | 10049601300001 | Ladda upp en bild av detta fornminne      |
| Slaka 130:2                    | Stensättning                |              | Slaka, Östergötland |       | 58.381342, 15.549403 | 10049601300002 | Ladda upp en bild av detta fornminne      |
| Slaka 133:1                    | Hällristning                |              | Slaka, Östergötland |       | 58.383180, 15.527687 | 10049601330001 | Ladda upp en bild av detta fornminne      |
| Slaka 134:1                    | Stensättning                |              | Slaka, Östergötland |       | 58.397120, 15.562452 | 10049601340001 | Ladda upp en bild av detta fornminne      |
| Slaka 135:1                    | Stensättning                |              | Slaka, Östergötland |       | 58.390382, 15.576764 | 10049601350001 | Ladda upp en bild av detta fornminne      |
| Slaka 137:2                    | Hällristning                |              | Slaka, Östergötland |       | 58.375550, 15.518823 | 10049601370002 | Ladda upp en bild av detta fornminne      |
| Slaka 141:1                    | Hällristning                |              | Slaka, Östergötland |       | 58.387628, 15.578603 | 10049601410001 | Ladda upp en bild av detta fornminne      |
| Slaka 142:1                    | Gravfält                    |              | Slaka, Östergötland |       | 58.387180, 15.580930 | 10049601420001 | Ladda upp en bild av detta fornminne      |
| Slaka 153:1                    | Hög                         |              | Slaka, Östergötland |       | 58.371070, 15.563268 | 10049601530001 | Ladda upp en bild av detta fornminne      |
| Slaka 153:3                    | Hög                         |              | Slaka, Östergötland |       | 58.371593, 15.563922 | 10049601530003 | Ladda upp en bild av detta fornminne      |
| Slaka 153:4                    | Hög                         |              | Slaka, Östergötland |       | 58.371737, 15.564055 | 10049601530004 | Ladda upp en bild av detta fornminne      |
| Slaka 154:1                    | Stensättning                |              | Slaka, Östergötland |       | 58.372711, 15.564973 | 10049601540001 | Ladda upp en bild av detta fornminne      |
| Slaka 158:1                    | Stensättning                |              | Slaka, Östergötland |       | 58.379461, 15.555077 | 10049601580001 | Ladda upp en bild av detta fornminne      |
| Slaka 158:2                    | Stensättning                |              | Slaka, Östergötland |       | 58.379570, 15.555051 | 10049601580002 | Ladda upp en bild av detta fornminne      |
| Slaka 160:1                    | Hällristning                |              | Slaka, Östergötland |       | 58.368808, 15.513133 | 10049601600001 | Ladda upp en bild av detta fornminne      |
| Slaka 161:1                    | Gravfält                    |              | Slaka, Östergötland |       | 58.371492, 15.575548 | 10049601610001 | Ladda upp en bild av detta fornminne      |
| Slaka 162:1                    | Hällristning                |              | Slaka, Östergötland |       | 58.369723, 15.591223 | 10049601620001 | Ladda upp en bild av detta fornminne      |
| Slaka 168:1                    | Stensättning                |              | Slaka, Östergötland |       | 58.381175, 15.609113 | 10049601680001 | Ladda upp en bild av detta fornminne      |
| Slaka 188:1                    | Stensättning                |              | Slaka, Östergötland |       | 58.331270, 15.517166 | 10049601880001 | Ladda upp en bild av detta fornminne      |
| Slaka 188:2                    | Stensättning                |              | Slaka, Östergötland |       | 58.331009, 15.517260 | 10049601880002 | Ladda upp en bild av detta fornminne      |
| Slaka 188:3                    | Stensättning                |              | Slaka, Östergötland |       | 58.330932, 15.517028 | 10049601880003 | Ladda upp en bild av detta fornminne      |
| Slaka 195:1                    | Stensättning                |              | Slaka, Östergötland |       | 58.327640, 15.525289 | 10049601950001 | Ladda upp en bild av detta fornminne      |
| Slaka 200:1                    | Gravfält                    |              | Slaka, Östergötland |       | 58.341856, 15.530168 | 10049602000001 | Ladda upp en bild av detta fornminne      |
| Slaka 202:1                    | Stensättning                |              | Slaka, Östergötland |       | 58.389958, 15.577516 | 10049602020001 | Ladda upp en bild av detta fornminne      |
| Slaka 202:2                    | Stensättning                |              | Slaka, Östergötland |       | 58.390107, 15.577509 | 10049602020002 | Ladda upp en bild av detta fornminne      |
| Slaka 203:1                    | Stensättning                |              | Slaka, Östergötland |       | 58.377545, 15.573544 | 10049602030001 | Ladda upp en bild av detta fornminne      |
| Slaka 214:1                    | Stensättning                |              | Slaka, Östergötland |       | 58.385230, 15.550070 | 10049602140001 | Ladda upp en bild av detta fornminne      |
| Slaka 216:1                    | Stensättning                |              | Slaka, Östergötland |       | 58.385987, 15.562390 | 10049602160001 | Ladda upp en bild av detta fornminne      |
| Slaka 221:1                    | Gravfält                    |              | Slaka, Östergötland |       | 58.357298, 15.570538 | 10049602210001 | Ladda upp en bild av detta fornminne      |
| Slaka 227:1                    | Stensättning                |              | Slaka, Östergötland |       | 58.387246, 15.593597 | 10049602270001 | Ladda upp en bild av detta fornminne      |
| Slaka 227:2                    | Stensättning                |              | Slaka, Östergötland |       | 58.387167, 15.593277 | 10049602270002 | Ladda upp en bild av detta fornminne      |
| Slaka 228:1                    | Stensättning                |              | Slaka, Östergötland |       | 58.387004, 15.594132 | 10049602280001 | Ladda upp en bild av detta fornminne      |
| Slaka 250:1                    | Stensättning                |              | Slaka, Östergötland |       | 58.379846, 15.553907 | 10049602500001 | Ladda upp en bild av detta fornminne      |
| Slaka 256:1                    | Stensättning                |              | Slaka, Östergötland |       | 58.355969, 15.495023 | 10049602560001 | Ladda upp en bild av detta fornminne      |
| Slaka 257:1                    | Gravfält                    |              | Slaka, Östergötland |       | 58.368002, 15.587689 | 10049602570001 | Ladda upp en bild av detta fornminne      |
| Slaka 260:1                    | Stensättning                |              | Slaka, Östergötland |       | 58.365015, 15.590316 | 10049602600001 | Ladda upp en bild av detta fornminne      |
| Slaka 265:1                    | Stensättning                |              | Slaka, Östergötland |       | 58.386332, 15.584318 | 10049602650001 | Ladda upp en bild av detta fornminne      |
| Slaka 273                      | Grav- och boplatsområde     |              | Slaka, Östergötland |       | 58.378727, 15.600207 | 12000000034797 | Ladda upp en bild av detta fornminne      |
| Slaka 282                      | Hög                         |              | Slaka, Östergötland |       | 58.380459, 15.603676 | 12000000035165 | Ladda upp en bild av detta fornminne      |
| Skeda 164:1                    | Stensättning                |              | Slaka, Östergötland |       | 58.329021, 15.531371 | 10048901640001 | Ladda upp en bild av detta fornminne      |